# 朝来町
朝来町（あさごちょう）は、兵庫県の中北部にあった町。朝来郡に属した。兵庫県但馬県民局管轄。
2005年（平成17年）4月1日、朝来郡下の3町と合併して朝来市となり消滅した。

## 地理
兵庫県の北部、但馬地方南部に位置する。北を朝来郡和田山町と養父市、東を朝来郡山東町、南を朝来郡生野町、西を宍粟郡一宮町と接する。
中国山地にあり、町の約9割を山林が占める。北流する円山川に沿った平地に播但線、国道312号、播但連絡道路が通っており、但馬地方と播磨地方を結ぶ街道となっている。

## 歴史
- 1954年（昭和29年）3月31日 - 中川村・山口村が合併して朝来町が発足。
- 2005年（平成17年）4月1日 - 生野町、和田山町、山東町と合併して朝来市が発足。同日朝来町廃止。

## 行政
- 町長 井上英俊

## 姉妹都市・提携都市

### 海外
- パース（カナダ オンタリオ州）: 2000年7月5日姉妹提携

## 教育
- 朝来町立中川小学校
- 朝来町立山口小学校
- 朝来町立朝来中学校

## 交通

### 鉄道
- 西日本旅客鉄道（JR西日本）
  - 播但線：新井駅 - 青倉駅

### 道路
- 高速道路
  - 播但連絡道路 朝来IC
- 国道
  - 国道312号
  - 国道429号
- 都道府県道
  - 兵庫県道70号養父朝来線
  - 兵庫県道104号物部養父線
  - 兵庫県道526号与布土桑市線

## 名所・旧跡・観光スポット・祭事・催事

### 名所・旧跡・観光スポット
- 青倉神社
- あさご芸術の森
  - あさご芸術の森美術館
- 岩屋観音
- さのう高原
- 多々良木ダム
- 神子畑鋳鉄橋
- 道の駅あさご
- 道の駅フレッシュあさご
- ムーセ旧居

### 祭事・催事
- 大日祭/金剛院 （3月28日）
- 金比羅大祭/金比羅神社 （4月第2日曜日）
- 岩屋観音大祭/鷲原寺 （4月第3日曜日）
- 青倉神社大祭/青倉神社 （4月25日）

## 出身有名人
- 原六郎（実業家）
- 淀井敏夫（彫刻家）